# François-Bernard Mâche

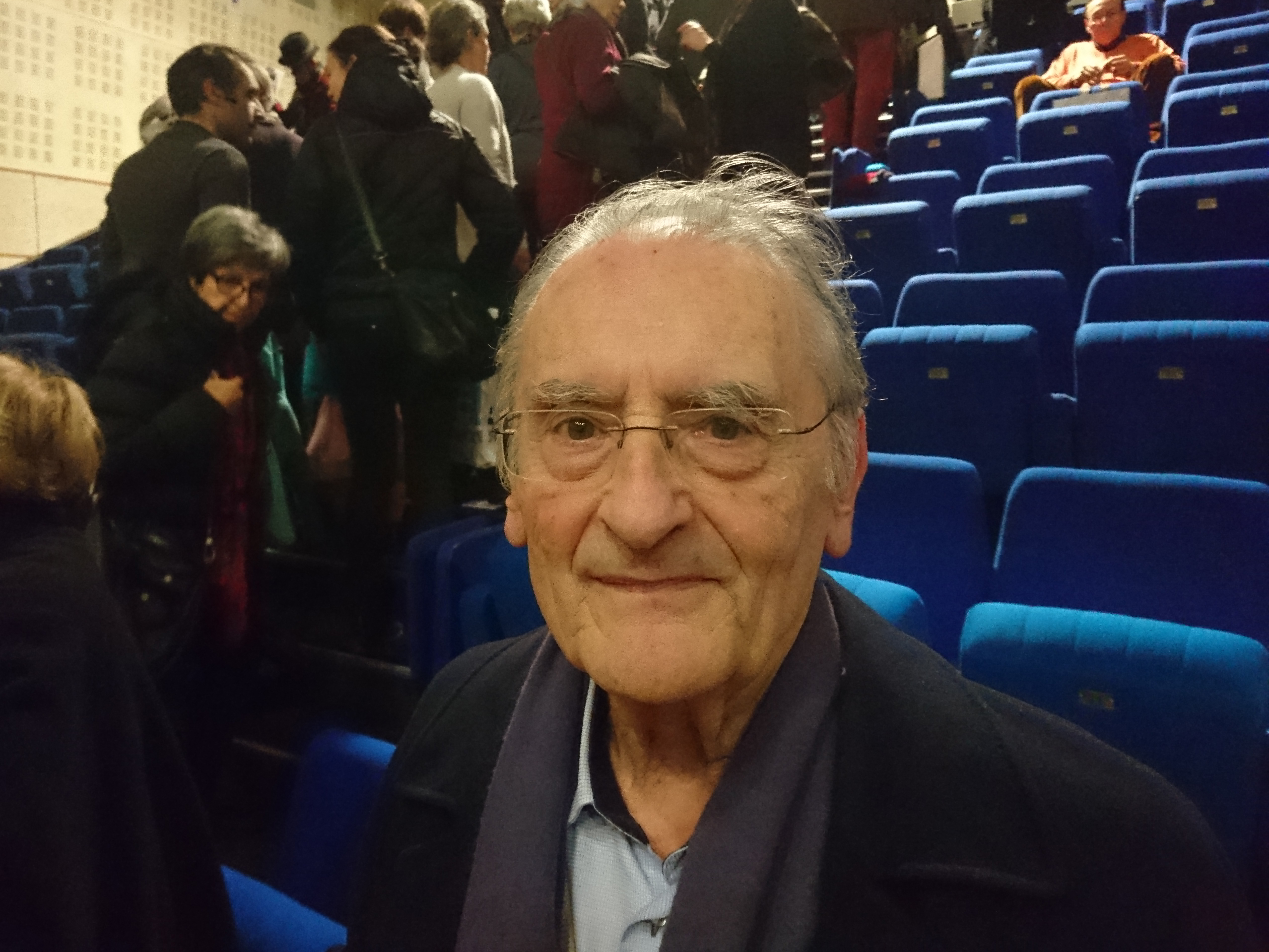
François-Bernard Mâche (2018)

François-Bernard Mâche (* 4. April 1935 in Clermont-Ferrand) ist ein französischer Komponist.

## Leben und Wirken
Mâche entstammt einer Musikerfamilie und begann bereits im Alter von acht Jahren zu komponieren. Er nahm am Konservatorium seiner Heimatstadt Klavierunterricht und studierte dort bis 1952 Harmonielehre bei Émile Passani. Am  Pariser Konservatorium war er Schüler von Olivier Messiaen und erhielt 1960 den Prix de Philosophie de la Musique. Parallel studierte er an der École normale supérieure klassische Literatur und erhielt 1957 ein Diplom in Archäologie und 1958 ein Lehrzertifikat.
Er unterrichtete dann Literatur am Collège Sévigné in Paris (1959–60), am Lycée Marceau in Chartres (1962–63) und am Lycée Pasteur in Neuilly-sur-Seine (1963–68), am Middlebury College in Vermont und am Sarah Lawrence College in Yonkers, New York (1968). Von 1968 bis 1983 unterrichtete er klassische griechische, römische und französische Literatur am Lycée Louis-le-Grand, danach bis 1993 Musikwissenschaft  an der Universität Straßburg, wo er 1987 das Centre Primus gründete. Von 1993 bis 1997 war er Studiendirektor an der École des Hautes Études en Sciences Sociales in Paris.
Mit Pierre Schaeffer zählte Mâche 1958 zu den Gründern der Groupe de recherches musicales. Vo 1960 bis 1962 diente er als second lieutenant in Algerien. Er arbeitete in den Studios für elektronische Musik in Gravesano (1965) und Warschau (1966) und produzierte 1976 eine Rundfunkserie für France Musique. Ende der 1970er und Anfang der 1980er Jahre war er Präsident der französischen Sektion der Internationalen Gesellschaft für Neue Musik.
Von 1969 bis 1978 arbeitete er als Musikkritiker für die Nouvelle Revue Française. Er verfasste mehr als einhundert Artikel zu musikwissenschaftlichen Themen und mehrere Bücher, darunter Musique, mythe, nature ou les dauphins d'Arion (1983, zweite Auflage 1991; italienische Übersetzung Musica, mito, natura, 1992, englische Übersetzung Music, Myth, Nature, 1993), Entre l'observatoire et l'atelier (1998), Un Demi-Siècle de Musique (2000), Musique au singulier (2001) und Cent opus et leurs échos (2012), gab die Bücher Music, Society and Imagination in Contemporary France (1993) und Portrait(s) de Xenakis (2002) heraus und übersetzte Gedichte zeitgenössischer griechischer Autoren (u. a. Odysseas Elytis) ins Französische.
Als Komponist erhielt er zahlreiche Preise, darunter den Preis der Biennale de Paris (1963), den Grand Prix du Disque der Académie Charles-Cros (1971), den Prix Enesco der SACEM (1973), den Prix Italia (1977), den Prix Chartier der Académie des Beaux-Arts (1984), den Grand Prix National de la Musique des französischen Kultusministeriums (1988), den Prix Rossini der Académie des Beaux-Arts (1998) und den Grand Prix de la Musique Symphonique der SACEM (2002). 1990 wurde er als Kommandeur des Ordre des Arts et des Lettres geehrt, 2002 wurde er Mitglied der Académie des Beaux-Arts.

## Werke
- Duo für Violine und Klavier, 1956
- Canzone I für Horn, Trompete, Kornett, Posaune und Tuba, 1957, 1960, 1963
- Safous Mélè, Kantate für Alt, acht Frauenstimmen, zwei Flöten, zwei Oboen, Harfe und vier Perkussionisten, 1959
- Prélude für Elektronik (fixed media), 1959
- Lanterne magique für Elektronik (fixed media), 1959
- Volumes für sieben posaunen, zwei Klaviere, zwei Perkussionisten und Elektronik (fixed media), 1960
- La Peau du silence I für kleines bzw. großes Orchester, 1962, 1966, 1970
- Terre de Feu für Elektronik (fixed media), 1963
- Synergies für kleines Orchester und Elektronik (fixed media), 1963
- Le Son d'une voix für kleines Orchester, 1964
- Soleil rugueux für Elektronik (fixed media), 1965
- Coïncidences (Ballett, Choreographie Francine Lancelot, Instrumente von Bernard und François Baschet), 1966
- Nuit blanche (Text von Antonin Artaud) für männlichen Sprecher und Elektronik (fixed media), 1966
- Rituel d'oubli für kleines Orchester und Elektronik (fixed media), 1968
- Canzone III für drei Trompeten und vier Posaunen, 1967
- Canzone IV für fünf Stimmen, 1968
- Répliques, für Vogelstimmen im Publikum und Orchester, 1969
- Canzone V, Bühnenwerk für Stimme und drei Kontrabässe, 1969
- Kemit, für Tombak und Darabukka, 1970
- Danaé für zwölf Stimmen und Perkussion, 1970
- Nuit für Elektronik (fixed media), 1971
- Rambaramb für Klavier, großes Orchester und Elektronik (fixed media), 1972
- Korwar für Cembalo und Elektronik (fixed media), 1972
- Temes Nevinbür für zwei Klaviere, Perkussion und Elektronik (fixed media), 1973
- Naluan für Flöte, Klarinette, Violine, Viola, Cello, Kontrabass, Klavier, Perkussion und Elektronik (fixed media), 1974
- Le Jonc à trois glumes für Orchester, 1974
- Maraé für sechs Perkussionisten und Elektronik (fixed media), 1974
- Solstice für Orgelpositiv oder Elektronik (fixed media) und Cembalo, 1975
- Da capo, Bühnenstück für zehn Schauspieler, drei Mittelalterintrumente, zwei Perkussionisten, sound décor und Elektronik (fixed media), 1976
- Kassandra für zwei Oboen, Klarinette, Bassklarinette, Fagott, Kontrafagott, Trompete, zwei Posaunen, zwei Klaviere, drei Perkussionisten und Elektronik (fixed media), 1977
- Octuor für Klarinette, Fagott, Horn, zwei Geigen, Bratsche, Cello und Kontrabass, 1977
- Areg für Klavier zu vier Händen, 1977
- Aera für sechs Perkussionisten, 1978
- Amorgos für zwei Fagotte, zwei Posaunen, zwei Geigen, Bratsche, Cello, Kontrabass, Klavier, zwei Perkussionisten (oder Perkussionist und elektrische Orgel) und Elektronik (fixed media), 1979
- Toïn Theoïn für zwei Klarinetten, 1979
- Rituel pour ‘Les Mangeurs d'Ombre’ (Bühnenstück, produziert von Pierre Barrat), für zwölf Stimmen und Perkussion, 1979
- Andromède für zwölf Stimmen, sechzig Stimmen, drei Klaviere und großes Orchester, 1979
- Sopiana für Flöte, Klavier und Elektronik (fixed media) ad libitum, 1980
- 4 Phonographies de l'eau für Elektronik (fixed media), 1980
- Nocturne für Klavier und Elektronik (fixed media) ad libitum, 1981
- Hypérion für Elektronik (fixed media), 1981
- Anaphores für Cembalo und Perkussion, 1982
- Phénix für Vibraphon (und neun Tom-Toms), 1982
- Temboctou, Bühnenstück für zweoi Soprane, zwei Mezzosoprane, einen Tenor, drei Baritone, einen Bass, zwei Mittelalterinstrumente, Klarinette, zwei Posaunen, Gitarre, Sampler, Perkussion und Elektronik (fixed media), 1982
- Aulodie für Oboe, Klarinette oder Sopransaxophon und Elektronik (fixed media), 1983
- Trois Chants Sacrés für Frauenstimme und Tamburin, 1982–90
- Styx für zwei Klaviere zu acht Händen, 1984
- Léthé für zwei Klaviere zu acht Händen, 1985
- Iter memor für Cello und Sampler, 1985
- La Traversée de l'Afrique für Elektronik (fixed media), 1985
- Uncas für zwei Sampler, Instrumentalensemble und Elektronik (fixed media), 1986
- Éridan für Streichquartett, 1986
- Mesarthim für zwei Klaviere, 1987
- Tempora für drei Sampler, 1988
- Cassiopée I für vier Stimmen und zwei Perkussionisten, 1988
- Aliunde für Sopran, Klarinette und Bassklarinette, Sampler und Tabla (und Perkussion), 1988
- Figures für Bassklarinette und Vibraphon, 1989
- Tithon für Elektronik (fixed media), 1989
- Khnoum für Sampler und fünf Perkussionisten, 1990
- Guntur Sari für Orgel, 1990
- Guntur Madu für Cembalo, 1990
- Athanor für Flöte, Oboe, Klarinette, zwei Sampler, zwei Geigen, Bratsche und zwei Celli, 1991
- Kengir, chants d'amour sumériens für Mezzosopran und Sampler, 1991
- Hiérogamie für Piccoloflöte und Perkussion, 1993
- L'Estuaire du temps, für Sampler und großes Orchester, 1993
- Planh (in memoriam Witold Lutosławski) für 26 oder mehr Streicher, 1994
- Braises, Konzert für verstärktes Cembalo und kleines Orchester, 1994
- Moires für Streichquartett und Elektronik (fixed media), 1994
- Cassiopée II für gemischten Chor und zwei Perkussionisten, 1998
- Ugarit für Gitarre, 1998
- Manuel de résurrection für Mezzosopran und zwei Sampler, 1998
- Ziggurat für Cembalo, 1998
- Brûlis für Klarinette, Cello und Klavier, 1999
- Vectigal libens für Sampler und fünf Perkussionisten, 2000
- Portrait für Elektronik (fixed media), 2000
- Kurunta für Mezzosopran, Tenorblockflöte und Darabukka, 2001
- Melanga für Frauenstimme, Sampler und Gamelan, 2001
- Les 12 Lunes du Serpent für zwölf Perkussionisten, Klavier und Elektronik (fixed media), 2002
- Achéron für Klavier und Perkussion, 2002
- Canopée für zwei Sampler, vier Geigen, zwei Bratschen, zwei Celli und Kontrabass, 2003
- Heol Dall für zwölf Stimmen und zwei Klaviere, 2003
- La Terza Prattica (trois interludes d'après Monteverdi) für Cembalo, 2003
- Chikop für Sopran, Flöte (und Piccoloflöte), Klarinette (und Bassklarinette), Geige, Cello, Klavier und Perkussion, 2004
- Taranis für gemischten Chor und großes Orchester, 2005
- Medusa für Klavier, 2005
- Les Arcadiennes für Klavier, 2007
- Manuel de conversation für Klarinette und Computer/fixed media, 2007
- Perseus für Sopran und kleines Orchester, 2007
- Artémis für Orgel und Elektronik (fixed media), 2008
- Râgamalika für Bratsche oder Cello und Klavier, 2009
- Résurgence für Streicher, 2009
- Thémis für Cembalo und Elektronik (fixed media), 2009
- Sèma (à la mémoire de Daniel Charles) für Elektronik (fixed media), 2009
- Le Promeneur solitaire für Elektronik (fixed media), 2010
- Largando für 12–24 Stimmen und Horn, 2012
- Le Partage des flots für Elektronik (fixed media), 2012
- Reflets für Sopran, Klarinette und Elektronik (fixed media), 2012
- Qaraqorum, Récit musical für männlichen Sprecher, Streichquartett und Elektronik (fixed media), 2013
- Pluie für ein oder zwei Klaviere, 2013